# Levi Eisenblätter
Levi Eisenblätter (* 2006 in Leipzig) ist ein deutscher Jungschauspieler.

## Leben
Levi Eisenblätter ist ein deutscher Kinderdarsteller, der in Berlin lebt. Seit Mitte der 2010er-Jahre steht er für Film- und Fernsehproduktionen vor der Kamera. Nach einigen eher kleineren Rollen erlangte er 2017 durch eine der Hauptrollen in der ZDF-Serie Das Pubertier (2017) erste Bekanntheit. Im Jahr 2019 spielte er die Hauptrolle des Siggi Jepsen in der Siegfried-Lenz-Verfilmung Deutschstunde an der Seite von Ulrich Noethen und Tobias Moretti. 2021 übernahm er eine weitere Kino-Hauptrolle als Paul in dem Abenteuerfilm Nachtwald – Das Abenteuer beginnt. Nebenrollen hatte Eisenblätter unter anderem in dem Netflix-Film Mute (2018) und der kommerziell erfolgreichen Komödie Das perfekte Geheimnis (2019).
Seine beiden Geschwister Jona Eisenblätter und Milo Eisenblätter sind ebenfalls als Schauspieler tätig.

## Filmografie
- 2015: Blochin (Fernsehserie, Folge 1x2)
- 2016: SMS für Dich
- 2016: Tigermilch
- 2016: Ein starkes Team (Fernsehreihe, Folge Auftragskiller)
- 2017: Angst – Der Feind in meinem Haus (Fernsehfilm)
- 2017: Das Pubertier (Fernsehserie, 6 Folgen)
- 2017: Blochin II (Fernsehfilm)
- 2018: Mute
- 2019: Deutschstunde
- 2019: Der Zürich-Krimi: Borchert und der fatale Irrtum (Fernsehfilm)
- 2019: Das perfekte Geheimnis
- 2020: Call me love (Kurzfilm)
- 2021: Nachtwald – Das Abenteuer beginnt
- 2022: Honecker und der Pastor (Fernsehfilm)
- 2023: Letzte Spur Berlin (Fernsehserie, Folge Padam!)